# روئلتو گارماجو

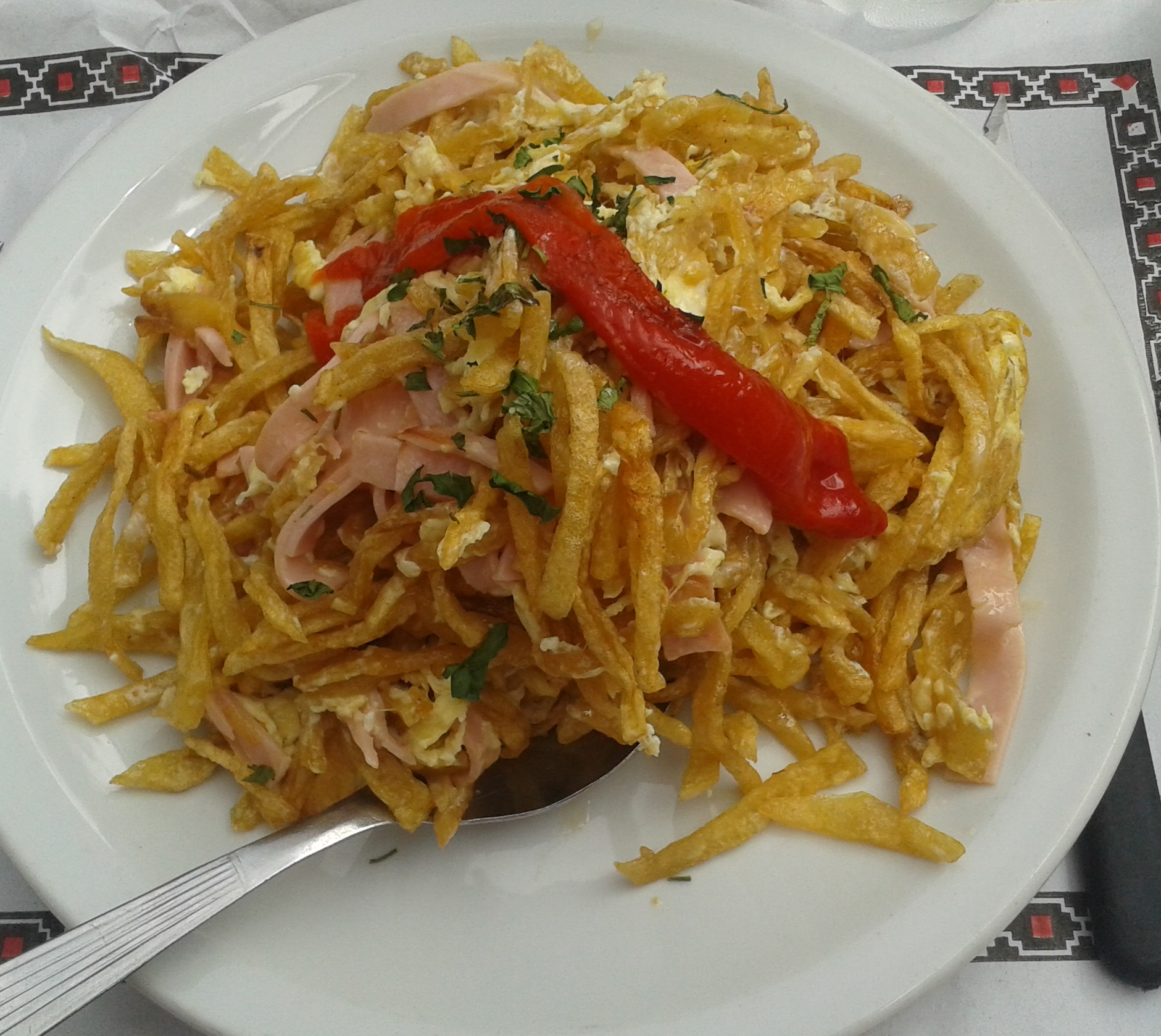
روئلتو گارماجو

روئلتو گارماجو (به انگلیسی:Revuelto Gramajo) یک غذای مخلوط آرژانتینی است که از ترکیب تخم مرغ هم زده شده، سبزیجات، پنیر و سیب زمینی تهیه می‌شود.
این غذا یکی از معروف‌ترین غذاهای پایتخت آرژانتین، بوئنوس آیرس است.
سیب‌زمینی سرخ‌کرده گاهی به عنوان یک جز تشکیل‌دهنده در این غذا به کار می‌رود.

## تاریخچه
این غذا توسط یک سرآشپز ساخته‌شده که قصد داشت به سربازان در میدان جنگ خدمت کند، که در آن زمان شامل سیب‌زمینی سرخ‌کرده، ژامبون، تخم‌مرغ و نخود فرنگی می‌شد.

## اطلاعات تغذیه
ارزش غذایی این غذا متشکل از مقادیر زیادی پروتئین و مواد مغذی به همراه مقدار متعادلی از کربوهیدرات‌ها می‌باشد.